# Луцій Корнелій Сулла Фелікс (консул 33 року)
Луцій Корнелій Сулла Фелікс (2 рік до н. е. — після 41 року н. е.) — політичний діяч Римської імперії, консул 33 року.

## Життєпис
Походив з патриціанського роду Корнеліїв. Син Луція Корнелія Сулли Фелікса, арвальського брата 21 року, та Секстії. У 21 році у сенаті Сулла був звинувачений претором Корбулоном у нешанобливості з огляду на те, що не поступився йому місцем під час гладіаторських боїв. На захист Сулли виступили його родичі — Мамерк Емілій Скавр та Луцій Аррунцій. Зрештою Скавр приніс Корбулону свої вибачення. У 29 році Сулла отримав посаду претора у справах іноземців. У 33 році обрано консулом разом з Сервієм Сульпіцієм Гальбою. Подальша доля невідома.

## Родина
Дружина — Юлія Агріппіна, донька Германіка.